# Moment flector

Diagrama de tensió tallant i moment per a una biga amb suport simple i una càrrega concentrada al centre.

El moment flector o moment flexor és un moment de força resultant d'una distribució de tensions sobre una secció transversal d'un prisma mecànic flexionat o una placa que és perpendicular al eix longitudinal al llarg del qual es produeix la flexió.
És una sol·licitació típica en bigues, pilars i lloses, car tots aquests elements solen deformar-se predominantment per flexió. El moment flector pot aparèixer quan se sotmeten aquests elements a l'acció d'un moment (parell motor) o de forces puntuals o distribuïdes.
Els signes que determinen els moments flectors en bigues com a positius o negatius depenen de l'efecte que produeix el moment. Quan l'efecte del moment produeix tensions en les fibres inferiors de la biga, es parla de moment positiu, mentre que si el moment produeix tensions en les fibres superiors de la biga es parla de moment negatiu.